# Visura camerale
La visura camerale è il documento che fornisce informazioni su qualunque impresa italiana, individuale o collettiva, iscritta al registro delle imprese tenuto dalle Camera di Commercio, dell’Industria, Artigianato ed agricoltura (presente in ogni provincia italiana).
La visura camerale può essere di due tipologie differenti:
- ordinaria: contenente le principali informazioni su un’azienda, quali i dati anagrafici, partita IVA, la data di costituzione, natura giuridica, codice REA, e-mail certificata, stato dell’attività, capitale sociale, numero di dipendenti, partecipazioni in altre società, amministratori, soci e loro cariche;
- storica: contenente, oltre alle informazioni della Visura ordinaria, la storia delle modifiche subite dalla società fino al momento in cui è stata richiesta la visura. Riporta dunque tutte le iscrizioni e i depositi degli atti nel Registro Imprese avvenuti dal momento della costituzione societaria.

## Utilizzi
La visura camerale risulta utile per verificare innanzitutto l’esistenza di una società, ma anche per valutarne la solidità. Grazie ad essa, si può venire a conoscenza di dettagli su un’azienda che permettono di valutare meglio le collaborazioni con altre aziende ed evitare eventuali rischi. 
Esse consentono di conoscere con anticipo quali possono essere i futuri business partner e favoriscono la comprensione delle strategie economiche progettate da un'impresa. Questo aiuta a considerare con maggiore attenzione le proprie scelte di collaborazione, investimento o acquisto.
Altre informazioni importanti fornite sono il numero degli addetti dell’azienda, l’attività merceologica esercitata con codice ATECO corrispondente e indicazione di sede legale, operativa e unità locali.
Le visure camerali possono essere richieste liberamente da aziende, professionisti del settore giuridico ed economico (notai, commercialisti ecc.), ma anche da privati cittadini. È possibile ottenere una visura recandosi in Camera di Commercio, collegandosi al sito www.registroimprese.it, o rivolgendosi ai distributori, operatori professionali che hanno accesso alle banche dati camerali sulla base di un contratto sottoscritto con Infocamere. I distributori ufficiali Infocamere, non solo distribuiscono le informazioni camerali relative alle aziende iscritte al Registro delle imprese, ma arricchiscono tali dati di Informazioni Commerciali che rendono possibile, ad esempio, la valutazione del grado di affidabilità / rischiosità delle imprese.
La visura camerale non ha valore di certificato e non è quindi opponibile a terzi; il certificato va quindi richiesto appositamente (il certificato consiste nella dichiarazione della corrispondenza dei dati ivi contenuti con quanto dichiarato dalle imprese e va quindi necessariamente rilasciato da un pubblico ufficiale, cioè dai funzionari preposti delle Camere di commercio).
Conseguentemente all’internazionalizzazione delle aziende italiane, è stata messa a disposizione dalle fonti ufficiali la possibilità di richiedere la visura e il certificato in inglese, poiché tali documenti fungono da presentazione delle società italiane presso le autorità straniere. Lo scopo principale è quello di facilitare l’integrazione delle aziende italiane all'estero e favorire gli investimenti e i rapporti con le realtà economiche degli altri Paesi.

## All'estero
Ogni paese ha il suo sistema di registrazione dei dati di sintesi delle imprese sul proprio territorio, per cui non è possibile avere un esatto equivalente della visura camerale italiana. Molti paesi europei sono strutturati in maniera simile, con istituzioni equivalenti alle camere di commercio e registro imprese, ed è possibile contattare direttamente o attraverso l'ufficio esteri della propria camera di commercio l'istituto locale a cui chiedere i dati relativi ad una azienda che non ha uffici in Italia.
Ad esempio, in Germania alcune imprese (ad esempio le GmbH) sono obbligate a registrarsi con la Handelskammer, che quindi sono in grado di rilasciare un certificato relativo all'azienda, come il Gründungsurkunde, mentre altre (ad esempio le GbR) sono registrate solo con l'Agenzia delle Entrate che non rilascia nessun certificato. Nei paesi anglosassoni, il registro imprese viene tenuto direttamente dal governo, che può rilasciare un Certificate of Incorporation o un Business Entity Certificate.
Inoltre, in tutti i paesi che hanno un regolare volume di commercio con l'Italia vi sono rappresentanze estere delle camere di commercio italiane, a cui è possibile rivolgersi per contattare e selezionare le aziende locali.

## Fonti
REGISTROIMPRESE